# Achille Monti
Achille Monti (Arcisate, 14 ottobre 1863 – Pavia, 6 marzo 1937) è stato un medico italiano.

## Biografia
Nipote del pediatra Alois Monti e fratello di Rina Monti Stella, si laureò in medicina e chirurgia nel 1887 all'Università degli Studi di Pavia. Alunno del prestigioso collegio Ghislieri, fece parte del gruppo di ricerche di patologia generale diretto da Camillo Golgi.
Di temperamento volitivo e battagliero-passionale, partecipò a molte agitazioni studentesche, sia di stampo irredentista (il padre Francesco, avvocato e pretore di Lodi, era originario di Fiume) che per chiedere riforme dell'amministrazione del collegio Ghislieri. Sul giornale "La Lombardia" scrisse un articolo in difesa di Anna Kuliscioff, tra i fondatori del Partito Socialista Italiano, criticando aspramente alcuni professori dell'università di Pavia (tra cui il rettore Alfonso Corradi) per essersi opposti, a suo dire per ragioni politiche, all'ammissione della Kuliscioff al gruppo di ricerca di Golgi.
Si laureò in medicina e chirurgia nel luglio 1887 e l'anno seguente fu nominato assistente nel reparto ospedaliero annesso all'istituto di patologia sperimentale. Nel 1890 fu abilitato al libero insegnamento di patologia generale. Quando Golgi istituì a Pavia un reparto sieroterapico, uno dei primi in Italia, venne affidata a Monti la preparazione del siero antidifterico.
Dal 1911 al 1921 fece parte del Consiglio superiore della pubblica istruzione. Si adoperò per l'autonomia amministrativa delle università e per la riforma delle Scuole di veterinaria.
Dopo l'inizio della prima guerra mondiale si offrì volontario e gli venne affidata l'organizzazione degli ospedali militari di Voghera, con il grado di maggiore medico. Nel 1916 fu promosso colonnello medico.
Fu vice presidente della Società italiana per il progresso delle scienze (1921) e membro del Reale Istituto Lombardo di scienze e lettere. Fu anche socio corrispondente del Reale Istituto Veneto di scienze, lettere ed arti e della Società medica di Bologna.

## Opere
- Intorno ad una questione elmintologica (con C. Golgi), in "Rend. del Reale Ist. Lombardo di scienze e lettere", 1884
- Traduzione di Elementi di istologia normale dell'uomo, di Samuel L. Schenk, Vallardi, 1889 (pref. di Camillo Golgi)
- I dati fondamentali della Patologia moderna, Torino, 1898
- Sull'istopatologia dei canalicoli contorti del rene, in "Boll. della Soc. medico chirurgica di Pavia", 1903
- Nuove ricerche sull'istopatologia del rene, in "Boll. della Soc. medico chirurgica di Pavia", 1905
- Influenza di alcuni veleni bacterici nella restituzione della virulenza ai microorganismi attenuati, ibid., 1889
- Sulla restituzione della virulenza ai bacilli della morva, ibid., 1890
- Note nosografiche, epidemiologiche ed anatomiche sull'ittero infettivo spirochetico, ibid., 1916
- Epidemiologia, patologia e patogenesi della spirochetosi itterogena, ibid., 1917
- Una nuova reazione degli elementi del sistema nervoso centrale, in "Atti della Reale Accademia dei Lincei", 1890
- Compendio di istologia generale (con R. Fusari), Torino, 1891
- Di un metodo semplice e facile per preparare il picrocarminio, in "Boll. della Soc. medico chirurgica di Pavia", 1893, n. 1
- Ueber die mikrochemische Localisation des Phosphors in den Geweben (con L. Lilienfeld), in "Zeitschr. für Physikalische Chemie", 1892
- Sulla etiologia della pneumonite infettiva, 1888
- Sulla diagnosi bacteriologica della difterite (con E. Veratti), ibid., 1895
- Note bacteriologiche intorno ad alcuni casi di meningite cerebro-spinale, ibid., 1903
- Le febbri malariche e le nuove scoperte sulla loro natura, Milano 1892
- La malaria nell'esercito combattente, in Boll. della Soc. medico chirurgica di Pavia, 1916
- La malaria dopo la guerra 1915-1919, Pavia, 1920
- Osservazioni su le marmotte ibernanti (con sua sorella Rina), in "Rend. del Reale Istituto Lombardo di scienze e lettere", 1900
- La variazione del residuo e dei gas disciolti nelle acque del Lario in rapporto con la biologia lacustre (con sua sorella Rina Monti), ibid., 1926
- Lazzaro Spallanzani e il risorgimento delle scienze alla fine del secolo, Pavia, 1925
- La figura di Antonio Scarpa nella storia della scienza e delle fortune dell'Università di Pavia, Pavia, 1927
- Giovanni Rasori nella storia della scienza e dell'idea nazionale, Pavia, 1929

## Fonti biografiche
- A. Berzero, P. Mazzarello: "Monti, Achille", in Dizionario biografico degli italiani